# Una rosa con amor
Una rosa con amor fue una telenovela brasileña producida y que aparecen en el momento de 19 horas por Rede Globo entre el 16 de octubre de 1972 y 3 de julio de 1973. Fue escrito por Vicente Sesso, dirigida por Walter Campos y supervisada por Daniel Filho.

## Sinopsis
Serafina Rosa Petrone es una chica solitaria, torpe y aparentemente sin atractivo físico importante, como una secretaria que trabaja duro y sueña con encontrar el amor de su vida. Ella vive con sus padres, Juan y Amalia, y la Hermana Teresa, en una vivienda habitada por inmigrantes italianos y amenazado de demolición. Para aliviar la escasez de la misma y hacer que parezca que los compañeros de trabajo siendo cortejada por un admirador, le envía una rosa a sí misma, todos los días.
De hecho, Serafina secreto alimenta la pasión por su jefe, Claude Antoine industriales Geraldi, y ver su cambio de vida cuando, inesperadamente, él le propone matrimonio. Para su decepción, que el empresario propone un pacto. Extranjeros ilegales en Brasil, Claude necesita una esposa para conseguir dar aún negocio ilegal de su empresa. A cambio de la mano de Serafina, que ofrece parte de su fortuna. Preocupada por la demolición de barrios pobres y la perspectiva de ver a la familia y los amigos abandonados, Serafina aceptó la organización de un matrimonio simulado durante un período determinado, después de lo cual sería la unión deshacer.
Después de casarse, Claude y Serafina irse a vivir juntos para mejorar el aspecto, a pesar de estar en contra de Giovanni. La relación entre ambos es tensa y llena de peleas entre mujeres y el ratón. Serafina se resiente de estar casada con el hombre que siempre amó, pero que, irónicamente, no la ama. Por lo tanto, no permite a su marido al tacto. Su reserva es tal que en un momento dado, para delimitar claramente los ámbitos de unos a otros, decide dividir el espacio de apartamentos en la mitad con una cuerda. Claude, a su vez, comienza a notar desde el primer día a día, los encantos ocultos de la mujer, y después de muchas luchas y confusión, se enamora de ella.
El romance de Claude y Serafina es el momento amenazada por los males de Nara Paranhos de Vasconcellos, mujer rica y arrogante con la que Claude tuvo un romance en el pasado. El exsecretario sólo cuenta con la ayuda de Teresa y su mejor amigo, el titiritero Pimpinoni (Grande Otelo).
También está el romance entre una mujer madura y un hombre más joven, a través de la relación entre la veterana actriz Roberta Vermont y su discípulo, el que lucha el actor Sergio.

## Reparto
| Actor                   | Carácter                                 |
| ----------------------- | ---------------------------------------- |
| Marília Pêra            | Serafina Rosa Petrone                    |
| Tônia Carrero           | Roberta Vermont                          |
| Yoná Magalhães          | Nara Paranhos de Vasconcelos             |
| Paulo Goulart           | Claude Antoine Geraldi                   |
| Leonardo Villar         | Frazão                                   |
| José Augusto Branco     | Milton Rosa Batateira                    |
| Vanda Lacerda           | Joana Camargo (Joana Carioca)            |
| Marcos Paulo            | Sérgio Camargo                           |
| Nívea Maria             | Terezinha Petrone                        |
| Ênio Santos             | Egídio Paranhos                          |
| Lélia Abramo            | Amália Petrone                           |
| Ary Fontoura            | Afrânio                                  |
| Roberto Pirillo         | Roberto Paranhos de Vasconcelos (Beto)   |
| Herivelto Martins Filho | Dino Petrone                             |
| Tamara Taxman           | Ercy Andrade                             |
| Miriam Müller           | Janete                                   |
| Francisco Serrano       | Jorge                                    |
| Nélson Caruso           | Antoninho Rosa Batateira                 |
| Beth Barcellos          | Elizabeth Paranhos de Vasconcelos (Beth) |
| Jacira Silva            | Alabá                                    |
| Cléa Simões             | Elisa                                    |
| Dinorah Marzullo        | Carmem                                   |
| Juju Pimenta            | Colibri                                  |
| Jorge Cherques          | Hugo                                     |
| Rosita Thomaz Lopes     | Mrs. July Smith                          |
| Aurimar Rocha           | Mr. Smith                                |
| Jacqueline Laurence     | Alzira                                   |
| Ana Maria Jensen        | Ninica                                   |
| Jorge Chaia             | Dr. Freitas                              |
| Armando Riggo           | Gurgel                                   |
| Fernando Villar         | Oscar                                    |
| Eleonor Bruno           | Catarina Rosa Batateira                  |
| Márcia Couto            | Cleide Rosa Batateira                    |
| Paulo Gama              | Haddad (Dádi)                            |
| Selma Lopes             | D. Antonieta                             |
| Henriqueta Brieba       | Pepa                                     |
| Heloísa Helena          | Genoveva (Genô)                          |
| Rachel di Biasi         | Sílvia (Sílvinha)                        |
| Grande Otelo            | Pimpinoni                                |
| Felipe Carone           | Giovanni Petrone                         |
| Gilberto Martinho       | Carlos                                   |